# Играјуће везе
У компјутерској науци, играјуће везе, познатије као DLX је техника која је препоручена од стране Доналда Кнута као ефикасан метод имплементације Кнутовог алгоритма Икс. Алгоритам Икс је рекурзиван, недетерминистички, дубински, бек-трекинг алгоритам који проналази сва решења за проблем тачног омотача. Неки од познатијих проблема те врсте су проблем теселације, проблем n дама и судоку.

Техника је добила име играјуће везе због начина на који тај алгоритам функционише, због тога што везе "играју" са суседним везама у веома добро кореографисаном плесу. Име су осмислили јапански информатичари Хироши Хитотумату и Кохеи Ношита 1979. године, али је Кнут популаризовао овај назив.

## Имплементација
Идеја DLX се заснива на томе да у дупло повезаној кружној листи

x.levo.desno ← x.desno;
x.desno.levo ← x.levo;

избацује чвор x из листе, а

x.levo.desno ← x;
x.desno.levo ← x;

враћа x у листу.
Ово важи чак иако је број чворова у листи једнак 1.
У наивној имплементацији алгоритма икс, превише времена се троши на тражењу јединица у матрици, јер када изаберемо једну колону, јединице се траже у целој матрици, када се бира ред, јединице се траже у целој колони, а пошто изаберемо ред, у том реду и у више колона тражимо јединице.
Да би се сложеност ове претраге смањио од О(н) на О(1), Кнут је имплементирао ретку матрицу, то јест матрицу у којој су само 1 и 0.
Свака јединица у тој матрици садржи показивач на јединице лево и десно од себе, и изнад и испод себе и на заглавље колоне. Тако се матрица састоји од кружно повезаних листа које чине редове и колоне.

### Колоне
Свака колона у DLX има своје заглавље која заједно чине први ред матрице. Свако заглавље колоне може да чува број елемената у својој колони тако да налажење колоне са најмање елемената буде сложености О(n) уместо О(n*m) где је n број колона, а m број редова матрице.
У Алгоритму Икс, редови и колоне се стално уклањају и поново уписују у матрицу. Ако се изабере колона која нема редове у себи, проблем је нерешив и морамо бек-трековати. У елиминисаном реду, свака колона која је имала 1 у том реду се брише заједно са свим редовима који имају 1 у тим колонама.